# プログレスM-03M
プログレスM-03M（Progress M-03M）は2009年10月15日に打ち上げられたプログレス補給船。国際宇宙ステーションへの補給活動に使用され、バージョンはProgress-M 11F615A60、シリアル番号は403。NASAによる名称はプログレス35（略称: 35P）。

## 運用
2009年10月15日1時14分（UTC）、プログレスM-03Mを搭載したソユーズ-Uロケットがバイコヌール宇宙基地のガガーリン発射台から打ち上げられた。同月18日1時40分（UTC）にISSのピアースモジュールとドッキングし、790kgのドライカーゴ、870kgの燃料および420kgの水など計2,392kgをISSに補給した。
2010年4月22日にピアースとのドッキングを解除し、宇宙ステーションからのゴミや廃棄物を搭載したプログレスM-03Mは27日まで科学実験に使用された。4月27日18時7分に軌道を離脱し、太平洋上空にて大気圏再突入処分が行われた。